# ۷۲۲ (میلادی)
۷۲۲ (میلادی) هفتصد و بیست و دومین سال تقویم میلادی است.

## درگذشتگان
‎